# Siêu cúp bóng đá Việt Nam 2011
Trận chung kết Siêu Cúp bóng đá Việt Nam - PV Gas 2011 là trận chung kết lần thứ 13 của Siêu cúp bóng đá Việt Nam. Trận đấu diễn ra lúc 16h15 ngày 17 tháng 12 năm 2011 giữa hai đội bóng Sông Lam Nghệ An (Là nhà vô địch Giải bóng đá vô địch quốc gia 2011) và Navibank Sài Gòn (Là nhà vô địch Giải bóng đá Cúp Quốc gia 2011 trên Sân vận động Vinh Thành phố Vinh thuộc Tỉnh Nghệ An. Kết quả chung cuộc Sông Lam Nghệ An cầm hòa Navibank Sài Gòn với tỷ số 1-1 và giành chiến thắng sau loạt sút luân lưu 11m với chiến thắng 3-1, qua đó lên ngôi vô địch lần thứ tư. Danh hiệu cầu thủ xuất sắc nhất trận đấu cùng phần thưởng năm triệu đồng thuộc về cầu thủ Boussou Vincent của Navibank Sài Gòn. Trong khi đó, cầu thủ Hồng Việt ghi bàn thắng mở tỷ số trận đấu cũng nhận được phần thưởng năm triệu đồng từ ban tổ chức..

## Thông tin trước trận đấu
Bối cảnh
Qua 12 kỳ Siêu Cúp đã được tổ chức, Sông Lam Nghệ An là đội bóng giàu thành tích nhất với 3 lần chiến thắng liên tiếp vào các năm 2011-2003. Năm nay, nếu vượt qua được Navibank Sài Gòn, đội bóng xứ Nghệ sẽ đi vào lịch sử với 4 lần nâng cao Siêu Cúp. Trong khi đó, với Đương kim vô địch Cúp Quốc gia Navibank Sài Gòn, chức vô địch Siêu Cúp Quốc gia trong lần đầu tiên tham dự sẽ trở thành cú hích tinh thần vô cùng to lớn trước khi bước vào cuộc đua quyết liệt tại đấu trường V-League.
Điều lệ của trận đấu
Theo quy định của Điều lệ, trong trận Siêu Cúp, 2 đội sẽ được đăng ký 4 ngoại binh trong đó 3 ngoại binh được thi đấu trên sân. Trận đấu không có hiệp phụ. Nếu sau 90 phút thi đấu chính thức kết thúc với tỷ số hòa, hai đội sẽ thi đấu luân lưu 11m để xác định đội thắng. Ban tổ chức cũng đã công bố giá vé cho trận đấu này. Theo đó, vé có mệnh giá cao nhất là 50.000VNĐ/vé và thấp nhất là 10.000VNĐ/vé..
Phát biểu trước trận đấu
- Huấn luyện viên Nguyễn Hữu Thắng (Sông Lam Nghệ An): "Chúng tôi có những lợi thế riêng như lực lượng nội trụ cột từng đăng quang V.League 2011 được bảo toàn đến 90%, rồi được chơi trên sân nhà. Tuy nhiên, trong một trận đấu cụ thể lại có tính chất quan trọng như Siêu Cúp thì chưa thể nói trước được điều gì. Tôi nghĩ rằng cơ hội chiến thắng chia đều cho cả hai đội. Cho đến lúc này, những ngoại binh mới đến Sông Lam Nghệ An đã hòa nhập nhanh với lối chơi của đội. Nhưng chúng tôi vẫn còn cân nhắc để chốt danh sách ngoại, đây là điều sẽ kích thích các ngoại binh thi đấu tốt thì mới được đứng vào đội hình Sông Lam Nghệ An tham dự mùa giải 2012. Hi vọng, một kết quả tốt tại Siêu Cúp sẽ là bước đà tâm lý để chúng tôi tự tin tiến vào mặt trận khốc liệt V.League.
- Huấn luyện viên Phạm Công Lộc (Navibank Sài Gòn): "Hành trình di chuyển dài đã ảnh hưởng đến tâm lý, thể lực của cầu thủ. Sông Lam Nghệ An được đánh giá cao hơn có khi lại là điều tốt cho chúng tôi bởi họ sẽ chịu nhiều áp lực hơn. Đá ở sân Vinh, sức nóng sẽ lớn và tôi đã dặn dò kỹ các cầu thủ sẽ phải điềm tĩnh trong mọi tình huống, không bị phân tâm vì khán giả rồi bị cuốn theo lối chơi của đối thủ. Chỉ một trận đấu sẽ được chạm tay vào cúp vô địch, thế nên chúng tôi sẽ phải cố gắng nhiều để có được niềm vui chiến thắng".

## Chi tiết trân đấu
| Sông Lam Nghệ An                     | 1 – 1  | Navibank Sài Gòn                     |
| ------------------------------------ | ------ | ------------------------------------ |
| Hồng Việt 53'                        | Report | Được Em 63'                          |
| Loạt sút luân lưu                    |        |                                      |
| Q. Tình · Bebbe · V. Hoàn · T. Hoàng | 3 – 1  | Ekpe · Đ. Em · V. Cường · Quang Long |

| SÔNG LAM NGHỆ AN: |    |                       |     |     |
|                   |    |                       |     |     |
| GK                | 1  | Nguyễn Viết Nam       |     |     |
| DF                | 2  | Âu Văn Hoàn           | 26' |     |
| DF                | 3  | Nguyễn Huy Hoàng (c)  | 33' |     |
| DF                | 24 | Quế Ngọc Mạnh         |     |     |
| DF                | 12 | Lê Hoàng Phát Thierry |     |     |
| MF                | 7  | Hector Vaghaun        |     |     |
| MF                | 9  | Nguyễn Trọng Hoàng    |     |     |
| MF                | 22 | Hoàng Văn Bình        |     | 75' |
| FW                | 11 | Nguyễn Ngọc Anh       | 33' | 45' |
| FW                | 23 | Abass Cheikh Dieng    |     |     |
| FW                | 99 | Gustave Bebbe         |     |     |
| Cầu thủ dự bị:    |    |                       |     |     |
| MF                | 17 | Nguyễn Quang Tình     |     | 75' |
| MF                | 21 | Nguyễn Hồng Việt      | 48' | 45' |
| Huấn luyện viên:  |    |                       |     |     |
| Nguyễn Hữu Thắng  |    |                       |     |     |

| NAVIBANK SÀI GÒN: |    |                         |       |
|                   |    |                         |       |
| GK                | 39 | Nguyễn Thế Anh          |       |
| DF                | 11 | Đoàn Việt Cường         |       |
| DF                | 16 | Boussou Vincent         | 90+2' |
| DF                | 15 | Lê Quang Long           |       |
| DF                | 14 | Nguyễn Anh Tuấn         |       |
| MF                | 9  | Đặng Khánh Lâm          | 16'   |
| MF                | 24 | Huỳnh Đức Nghĩa         |       |
| MF                | 10 | Phan Văn Tài Em         |       |
| MF                | 17 | Lương Văn Được Em       |       |
| FW                | 18 | Nguyễn Văn Nghĩa        |       |
| MF                | 20 | Ekpe Aniekan Okon       |       |
| Cầu thủ dự bị:    |    |                         |       |
| GK                | 1  | Phan Văn Santos         |       |
| DF                | 5  | Nguyễn Thành Long Giang |       |
| FW                | 13 | Nguyễn Quang Hải        |       |
| DF                | 4  | Đoàn Văn Nirut          |       |
| FW                | 88 | Edison Fonseca          |       |
| Huấn luyện viên:  |    |                         |       |
| Phạm Công Lộc     |    |                         |       |

| THÔNG TIN TRẬN ĐẤU ĐIỀU HÀNH TRẬN ĐẤU - Giám sát trận đấu: - Giám sát trọng tài: - Trợ lý trọng tài: - Trọng tài thứ tư: | QUY ĐỊNH TRẬN ĐẤU - Thời gian thi đấu 90 Phút (Mỗi hiệp 45 phút, nghĩ giữa hiệp 15 phút). - Đá luân lưu nếu tỷ số hòa. - 9 cầu thủ dự bị. - Tối đa thay người 3 cầu thủ. |

| Siêu cúp bóng đá Việt Nam năm 2011 Nhà vô địch |
| ---------------------------------------------- |
| Sông Lam Nghệ An Vô địch lần thứ tư            |